# جلسات بررسی رأی اعتماد دولت دوم محمود احمدی‌نژاد
جلسات بررسی رأی اعتماد هیئت وزیران دوم محمود احمدی‌نژاد از صبح روز یک‌شنبه ۸ شهریور ۱۳۸۸ آغاز شد و در پنجشنبه ۱۲ شهریور پایان یافت. نمایندگان مجلس شورای اسلامی، پس از ۵ روز بحث دربارهٔ هیئت وزیرانٔ پیشنهادی احمدی‌نژاد، به ۱۸ وزیر پیشنهادی وی رأی اعتماد دادند و به سه وزیر آموزش و پرورش، رفاه و نیرو رأی ندادند.

## کلیت هیئت وزیران
در جلسهٔ روز یک‌شنبه، کلیت هیئت وزیرانٔ پیشنهادی احمدی‌نژاد مورد بررسی قرار گرفت.

### مخالفان
1. علی‌اصغر یوسف‌نژاد
2. محمدرضا باهنر
3. علی مطهری
4. احمد توکلی
5. محمدمهدی شهریاری
6. مصطفی کواکبیان

### موافقان
1. حسین گروسی
2. علی کریمی فیروزجایی
3. حسین اسلامی
4. سید کاظم دلخوش
5. عبدالمحمد بابا احمدی میلانی
6. سید سعید حیدری طیب
7. فاطمه آلیا
8. مرتضی آقاتهرانی
9. سید محمدرضا میرتاج‌الدینی
10. علی‌اکبر آقایی مغانجویی
11. ستار هدایت‌خواه

## وزیران
- دوشنبه، ۹ شهریور ۱۳۸۸: وزیران پیشنهادی وزارت‌خانه‌های آموزش و پرورش، ارتباطات، اطلاعات، اقتصاد، امور خارجه، بازرگانی.
- سه‌شنبه، ۱۰ شهریور ۱۳۸۸: وزیران پیشنهادی وزارت‌خانه‌های بهداشت، تعاون، جهاد کشاورزی، دادگستری، دفاع، راه، رفاه، صنایع.
- چهارشنبه، ۱۱ شهریور ۱۳۸۸: وزیران پیشنهادی وزارت‌خانه‌های علوم، ارشاد، کار، کشور و مسکن.
- پنجشنبه، ۱۲ شهریور ۱۳۸۸: وزیران پیشنهادی وزارت‌خانه‌های نفت و نیرو.

### سوسن کشاورز(آموزش و پرورش)[۱]
| موافق             | ممتنع | مخالف |
| ----------------- | ----- | ----- |
| ۴۹                | ۲۸    | ۲۰۹   |
| نتیجه: رأی نیاورد |       |       |

#### مخالفان
1. سید فاضل موسوی
2. غلامحسین مسعودی ریحان
3. علی عباسپور

#### موافقان
1. فرهاد دلق‌پوش
2. رضا رحیمی‌نسب
3. سید قدرت‌الله حسینی‌پور

### رضا تقی‌پور(ارتباطات و فناوری اطلاعات)[۳]
| موافق           | ممتنع | مخالف |
| --------------- | ----- | ----- |
| ۱۹۷             | ۲۷    | ۶۲    |
| نتیجه: رأی آورد |       |       |

وی مخالفی نداشت. طبق قوانین مجلس، از سخنرانی موافقان جلوگیری به عمل آمد و او برنامه‌های پیشنهادی‌اش را به مجلس ارائه داد.

### حیدر مصلحی(اطلاعات)[۴]
| موافق           | ممتنع | مخالف |
| --------------- | ----- | ----- |
| ۱۹۴             | ۲۵    | ۶۷    |
| نتیجه: رأی آورد |       |       |

#### مخالفان
1. مصطفی کواکبیان
2. جمشید انصاری

#### موافقان
1. علیرضا زاکانی
2. سید محمدرضا میرتاج‌الدینی
3. سید قدرت‌الله حسینی‌پور

### سید شمس‌الدین حسینی(امور اقتصادی و دارایی)[۵]
| موافق           | ممتنع | مخالف |
| --------------- | ----- | ----- |
| ۲۲۴             | ۴۱    | ۲۱    |
| نتیجه: رأی آورد |       |       |

وی مخالفی نداشت. طبق قوانین مجلس، از سخنرانی موافقان جلوگیری به عمل آمد و او برنامه‌های پیشنهادی‌اش را به مجلس ارائه داد.

### منوچهر متکی(امور خارجه)[۶]
| موافق           | ممتنع | مخالف |
| --------------- | ----- | ----- |
| ۱۷۳             | ۳۴    | ۷۹    |
| نتیجه: رأی آورد |       |       |

#### مخالفان
1. سیروس برنابلداجی
2. مصطفی کواکبیان
3. جهانبخش محبی‌نیا

#### موافقان
1. حسین سبحانی‌نیا
2. علیرضا زاکانی
3. زهره الهیان

### مهدی غضنفری(بازرگانی)[۷]
| موافق           | ممتنع | مخالف |
| --------------- | ----- | ----- |
| ۱۵۸             | ۳۷    | ۹۱    |
| نتیجه: رأی آورد |       |       |

#### مخالفان
1. بهمن محمدیاری

#### موافقان
1. مؤید حسینی صدر
2. ارسلان فتحی‌پور

### مرضیه وحید دستجردی(بهداشت، درمان و آموزش پزشکی)[۸]
| موافق           | ممتنع | مخالف |
| --------------- | ----- | ----- |
| ۱۷۵             | ۲۹    | ۸۲    |
| نتیجه: رأی آورد |       |       |

#### مخالفان
1. مؤید حسینی صدر

#### موافقان
1. علیرضا مرندی

### محمد عباسی(تعاون)[۹]
| موافق           | ممتنع | مخالف |
| --------------- | ----- | ----- |
| ۱۶۳             | ۳۷    | ۸۳    |
| نتیجه: رأی آورد |       |       |

#### مخالفان
1. جواد جهانگیرزاده
2. محمد قسیم عثمانی

#### موافقان
1. فرهاد دلق‌پوش
2. مهرداد بائوج لاهوتی
3. قاسم محمدی
4. اسدالله عباسی

### صادق خلیلیان(جهاد کشاورزی)[۱۰]
| موافق           | ممتنع | مخالف |
| --------------- | ----- | ----- |
| ۲۰۰             | ۳۲    | ۵۴    |
| نتیجه: رأی آورد |       |       |

وی مخالفی نداشت. طبق قوانین مجلس، از سخنرانی موافقان جلوگیری به عمل آمد و او برنامه‌های پیشنهادی‌اش را به مجلس ارائه داد.

### مرتضی بختیاری(دادگستری)[۱۱]
| موافق           | ممتنع | مخالف |
| --------------- | ----- | ----- |
| ۲۲۵             | ۲۳    | ۳۶    |
| نتیجه: رأی آورد |       |       |

وی مخالفی نداشت. طبق قوانین مجلس، از سخنرانی موافقان جلوگیری به عمل آمد و او برنامه‌های پیشنهادی‌اش را به مجلس ارائه داد.

### احمد وحیدی(دفاع و پشتیبانی نیروهای مسلح)[۱۲]
| موافق           | ممتنع | مخالف |
| --------------- | ----- | ----- |
| ۲۲۷             | ۵     | ۵۴    |
| نتیجه: رأی آورد |       |       |

آقای قوامی تنها مخالف وی به دلیل آنچه آن را «گستاخی و رجزخوانی اسرائیل» خواند، انصراف داد و طبق قوانین مجلس، از سخنرانی موافقان جلوگیری به عمل آمد و او برنامه‌های پیشنهادی‌اش را به مجلس ارائه داد.
با فاصله کمی از پایان رأی‌گیری خبرگزاری ایرنا به نقل از لاریجانی در نشست مشترک مطبوعاتی با رئیس‌جمهور اعلام کرد که سردار احمد وحیدی با ۲۷۶ رای بالاترین رای را در مجلس به عنوان وزیر کسب کرده که در تاریخ بررسی وزرا بی‌سابقه است. که خبرگزاری فارس اعلام کرد رئیس مجلس آن را تصحیح کرده‌است.

### حمید بهبهانی(راه و ترابری)[۱۶]
| موافق           | ممتنع | مخالف |
| --------------- | ----- | ----- |
| ۱۶۷             | ۳۳    | ۸۳    |
| نتیجه: رأی آورد |       |       |

#### مخالفان
1. حسن تأمینی
2. علیرضا زاکانی

#### موافقان
1. سید علی میرخلیلی
2. مهرداد بائوج لاهوتی
3. محمدرضا رضایی کوچی
4. محمدابراهیم نکونام

### فاطمه آجرلو(رفاه و تأمین اجتماعی)[۱۷]
| موافق             | ممتنع | مخالف |
| ----------------- | ----- | ----- |
| ۷۶                | ۱۸۱   | ۲۹    |
| نتیجه: رأی نیاورد |       |       |

#### مخالفان
1. حشمت‌الله فلاحت‌پیشه
2. سید جواد زمانی
3. سید رضا اکرمی

#### موافقان
1. بهروز جعفری
2. قاسم محمدی
3. فرهاد بشیری
4. محمدحسین فرهنگی

### علی‌اکبر محرابیان(صنایع و معادن)[۱۸]
| موافق           | ممتنع | مخالف |
| --------------- | ----- | ----- |
| ۱۵۳             | ۲۷    | ۱۰۳   |
| نتیجه: رأی آورد |       |       |

#### مخالفان
1. حمیدرضا فولادگر
2. فرهاد تجری
3. حشمت‌الله فلاحت‌پیشه

#### موافقان
1. سید شریف حسینی
2. محمدابراهیم نکونام
3. موسی غضنفرآبادی

### کامران دانشجو(علوم، تحقیقات و فناوری)[۱۹]
| موافق           | ممتنع | مخالف |
| --------------- | ----- | ----- |
| ۱۸۶             | ۲۵    | ۷۵    |
| نتیجه: رأی آورد |       |       |

#### مخالفان
1. هادی قوامی
2. محمدقسیم عثمانی
3. امین شعبانی

#### موافقان
1. علیرضا سلیمی
2. حسن تأمینی
3. علی مطهری
4. حسن نوروزی

### محمد حسینی(فرهنگ و ارشاد اسلامی)[۲۰]
| موافق           | ممتنع | مخالف |
| --------------- | ----- | ----- |
| ۱۹۴             | ۳۱    | ۶۱    |
| نتیجه: رأی آورد |       |       |

#### مخالفان
1. عباس رجایی
2. بیژن نوباوه

#### موافقان
1. حسین گروسی
2. محسن کوهکن
3. شریعتی
4. کاظم جلالی

### عبدالرضا شیخ‌الاسلامی(کار و امور اجتماعی)[۲۱]
| موافق           | ممتنع | مخالف |
| --------------- | ----- | ----- |
| ۱۹۳             | ۳۰    | ۶۳    |
| نتیجه: رأی آورد |       |       |

#### مخالفان
1. موسی‌الرضا ثروتی
2. نصرالله ترابی

#### موافقان
1. علی‌اصغر زارعی
2. علی ادیانی‌راد
3. اکبر رنجبرزاده
4. هادی قوامی
5. سیروس برنابلداجی

### مصطفی محمدنجار(کشور)[۲۲]
| موافق           | ممتنع | مخالف |
| --------------- | ----- | ----- |
| ۱۸۲             | ۲۵    | ۷۵    |
| نتیجه: رأی آورد |       |       |

#### مخالفان
1. جمشید انصاری
2. سیدرضا اکرمی

#### موافقان
1. روح‌الله جانی عباسپور
2. طیبه صفایی

### علی نیکزاد(مسکن و شهرسازی)[۲۳]
| موافق           | ممتنع | مخالف |
| --------------- | ----- | ----- |
| ۲۱۹             | ۲۷    | ۴۰    |
| نتیجه: رأی آورد |       |       |

وی مخالفی نداشت. طبق قوانین مجلس، از سخنرانی موافقان جلوگیری به عمل آمد و او برنامه‌های پیشنهادی‌اش را به مجلس ارائه داد.

### مسعود میرکاظمی(نفت)[۲۴]
| موافق           | ممتنع | مخالف |
| --------------- | ----- | ----- |
| ۱۴۷             | ۱۹    | ۱۱۷   |
| نتیجه: رأی آورد |       |       |

#### مخالفان
1. محمدقسیم عثمانی
2. سید عماد حسینی
3. حمیدرضا کاتوزیان
4. سید فاضل موسوی

#### موافقان
1. بهروز جعفری
2. علی ادیانی‌راد
3. محمد دهقان

### محمد علی‌آبادی(نیرو)[۲۵]
| موافق             | ممتنع | مخالف |
| ----------------- | ----- | ----- |
| ۱۳۷               | ۳۲    | ۱۱۷   |
| نتیجه: رأی نیاورد |       |       |

#### مخالفان
1. نصرالله ترابی

#### موافقان
1. حجت الاسلام ملک‌محمّدی
2. علی‌اکبر آقایی